# Стефан Раковица
Стефан Раковица наследява за кратко по-големия си брат Константин Раковица като влашки господар. Последен представител на фамилията Раковица в управлението на дунавските княжества.
Управлението му е превратно. Стефан Раковица изпада под давление на съветника си Йордан Ставраче и увеличил фискалната тежест в резултат от което избухва болярски бунт. Бунтът е жестоко потушен, като двама влашки боляри са публично екзекутирани, а 18 арестувани. В резултат на шпионски донесения му е издадена от Мустафа III смъртна присъда, която е изпълнена.
Начело на Влашко го заменя Скарлат Гика, който също не успява да се справи със създалата се кризисна ситуация във влашките земи след края на великото везирстване на Рагъп паша. 